# European Team Championships
De European Team Championships zijn een serie atletiekwedstrijden georganiseerd door de EAA, waarin Europese landenteams het in vier divisies tegen elkaar opnemen. Vanaf 2009 worden deze wedstrijden gehouden in de jaren dat er geen Olympische Zomerspelen plaatsvinden. De serie is de opvolger van de tot en met 2008 gehouden Europa Cup.

## Competitie
De European Team Championships tellen vier verschillende divisies, waarin de landenteams hun wedstrijden afwerken. Het competitieprogramma bestaat uit twintig onderdelen voor zowel mannen als vrouwen. Per onderdeel worden punten vergaard op basis van de plaats, waarop geëindigd wordt binnen de wedstrijd.
|   | Divisie       | # teams |
| - | ------------- | ------- |
| 1 | Super League  | 12      |
| 2 | First League  | 12      |
| 3 | Second League | 8       |
| 4 | Third League  | 14      |

### Promotie/Degradatie
De drie teams die in de Super League het minste punten behalen, degraderen automatisch naar de First League. De vrijgekomen plaatsen in de Super League worden ingenomen door de drie teams met de hoogste score uit de First League.

### Overgang
Sinds 2009 bestaan de European Team Championships als opvolger van de Europa Cup. Het grootste verschil in opzet van deze competities is, dat de mannen- en vrouwenteams uit de Europa Cup zijn samengevoegd tot een gecombineerd team. De indeling van de divisies gebeurde op basis van de resultaten uit de laatst gehouden Europa Cup.

## Edities
| 1 | 2009 | Leiria, Portugal               | Duitsland | Bergen, Noorwegen      | Wit-Rusland |
| 2 | 2010 | Bergen, Noorwegen              | Rusland   | Boedapest, Hongarije   | Tsjechië    |
| 3 | 2011 | Stockholm, Zweden              | Rusland   | Izmir, Turkije         | Turkije     |
| 4 | 2013 | Gateshead, Verenigd Koninkrijk | Rusland   | Dublin, Ierland        | Tsjechië    |
| 5 | 2014 | Braunschweig, Duitsland        | Duitsland | Tallinn, Estland       | Wit-Rusland |
| 6 | 2015 | Cheboksary, Rusland            |           | Heraklion, Griekenland |             |

## Eeuwige ranglijst
bijgewerkt t/m 2014
| Legenda kleuren in de tabellen Seizoen 2015 |
| ------------------------------------------- |
| Uitkomend in de Super League                |
| Uitkomend in de First League                |
| Uitkomend in de Second/Third League         |

| punten | # wedstr.           | punten | # wedstr. |        |   |
| 1      | Rusland             | 1798,5 | 5         |        |   |
| 2      | Duitsland           | 1681,0 | 5         |        |   |
| 3      | Verenigd Koninkrijk | 1528,5 | 5         |        |   |
| 4      | Frankrijk           | 1480,5 | 5         |        |   |
| 5      | Polen               | 1435,5 | 5         |        |   |
| 6      | Oekraïne            | 1421,0 | 5         |        |   |
| 7      | Italië              | 1298,5 | 5         |        |   |
| 8      | Spanje              | 1192,0 | 5         |        |   |
| 9      | Tsjechië            | 639,0  | 3         | 707,0  | 2 |
| 10     | Wit-Rusland         | 610,5  | 3         | 634,5  | 2 |
| 11     | Griekenland         | 556,0  | 3         | 584,0  | 2 |
| 12     | Zweden              | 509,0  | 3         | 634,5  | 2 |
| 13     | Portugal            | 376,5  | 2         | 816,0  | 3 |
| 14     | Turkije             | 336,0  | 2         | 819,5  | 3 |
| 15     | Noorwegen           | 312,0  | 2         | 869,0  | 3 |
| 16     | Nederland           | 209,0  | 1         | 1125,5 | 4 |
| 17     | Finland             | 150,0  | 1         | 1078,0 | 4 |
| 18     | Roemenië            |        |           | 1411,0 | 5 |
| 19     | België              |        |           | 1261,5 | 5 |
| 20     | Hongarije           |        |           | 1216,0 | 5 |
| 21     | Ierland             |        |           | 960,5  | 4 |
| 22     | Estland             |        |           | 898,5  | 4 |
| 23     | Slovenië            |        |           | 867,0  | 4 |
| 24     | Zwitserland         |        |           | 660,5  | 3 |
| 25     | Litouwen            |        |           | 411,0  | 2 |
| 26     | Bulgarije           |        |           | 208,0  | 1 |
| 27     | Servië              |        |           | 191,0  | 1 |
| 28     | Kroatië             |        |           | 178,0  | 1 |
| 29     | Letland             |        |           |        |   |